# Георги Морфов
Георги (Генко) Василев Морфов е български офицер, полковник от кавалерията, участник в Сръбско-българската война (1885).

## Биография
Георги Морфов е роден на 10 април 1864 г. в Калофер, Османска империя, в семейството на Василаки Морфов от Стара Загора и Христина Комсиева от Одрин, потомка на рода Тъпчилещови. На 10 февруари 1879 г. постъпва на военна служба. През 1885 г. завършва Кавалерийско юнкерско училище в Елисаветград, Русия. На 7 септември 1885 г. юнкерът в запас от българската армия Георги Морфов е произведен в чин подпоручик от непостоянните кадри. Служи в 1-ви конен полк.
След войната на 2 август 1889 г. е произведен в чин поручик. Посветен е в заговора на Коста Паница (1889).
По време на военната си кариера служи като адютант на военния министър Михаил Савов. Свидетел е на делото по атентата срещу Стамболов (1891). През 1892 е произведен в чин ротмистър. При падането на Стамболов през 1894 г. ръководи кавалерийски отряд и подстрекава демонстрантите, като два дни преди убийството на Стамболов е назначен за градоначалник на София, вместо Никола Славков, за да улесни атентаторите. За да не бъде разпитан от съдебните власти, княз Фердинанд му разрешава да замине за Цариград на дълъг отпуск.Като ротмистър служи като инспектор на столичната полиция. От 1898 г. служи в Пловдив.
Морфов е деец на революционните Български освободителни братства. През 1896 г. е свръзка на Константин Стоилов при преговорите му с македонските дейци. В 1897 година заедно с поручик Йордан Венедиков организират и снабдяват с оръжие четата на Върховния комитет, начело с Кръстьо Захариев.
На 16 януари 1901 г. е произведен в чин майор и уволнен от служба.
Полковник Георги Морфов умира на 6 февруари 1917 в Пловдив.

## Семейство
Полковник Георги Морфов е брат на полковник Христо Морфов, д-р Мирчо Морфов и инж. Богдан Морфов. Негов полубрат (от втория брак на баща му) е композиторът Александър Морфов, а полусестра - оперната певица Христина Морфова.

## Военни звания
- Подпоручик (7 септември 1885)
- Поручик (2 август 1889)
- Ротмистър (1892)
- Майор (16 януари 1901)
- Подполковник
- Полковник

## Образование
- Кавалерийско юнкерско училище в Елисаветград, Русия (до 1885)